# Конвой Рабаул — Палау (01.05.43 — 08.05.43)
Конвой Рабаул — Палау (01.05.43 — 08.05.43) — японський конвой часів Другої світової війни, проведення якого відбувалось у травні 1943 року.
Конвой сформували для проведення групи транспортних суден із Рабаула на острові Нова Британія (головна передова база японців в архіпелазі Бісмарка, з якої провадились операції на Соломонових островах та сході Нової Гвінеї) до важливого транспортного хабу на заході Каролінських островів Палау.
До складу конвою увійшли транспорти «Тойу-Мару», «Тойо-Мару», «Тейкай-Мару», «Тайрін-Мару» та «Мілан-Мару». Ескорт складався з мисливців за підводними човнами CH-16 та CH-22 (CH-16 супроводжував транспорти лише частину маршруту, після чого відділився та повернувся до Рабаула того ж дня, коли конвой досягнув Палау).
1 травня 1943 року судна вийшли з Рабаула та попрямували на північний захід. Хоча на комунікаціях архіпелагу Бісмарка діяли американські підводні човни, на цей раз конвою вдалося пройти без перешкод та 8 травня він прибув до Палау.